# Salle Pleyel
La Salle Pleyel est une salle de concert et de spectacle située dans le 8e arrondissement de Paris, au 252 rue du Faubourg-Saint-Honoré, entre l'avenue Hoche et la place des Ternes. Depuis les travaux menés en 2015, sa capacité est de 2 036 places assises et de 2 503 assis/debout.
Du nom de la manufacture française de pianos Pleyel, elle était jusqu'en 2015, date de fin de la programmation en musique classique, une salle de concerts symphoniques. Inaugurée en 1927, elle prenait la suite de plusieurs « salles Pleyel » créées au cours du XIXe siècle.
De style Art déco, elle est considérée comme l’une des grandes salles françaises du XXe siècle comme un « passage obligé de la gent musicale internationale ». Elle a contribué à l’animation de la vie musicale de Paris en accueillant, depuis son ouverture, environ vingt-cinq millions de spectateurs lors de vingt mille concerts. Plusieurs fois rénovée, elle est inscrite au titre des monuments historiques depuis le 3 septembre 2002.
Ré-ouverte en septembre 2006 après quatre années d’interruption, elle a été gérée par la Cité de la musique de 2006 à 2014, qui en est devenue propriétaire en juin 2009, et a accueilli en résidence l’Orchestre de Paris et l’Orchestre philharmonique de Radio France de septembre 2006 à décembre 2014.
Avant l'ouverture de l'auditorium de la maison de la Radio en 2014 puis de la Philharmonie de Paris en 2015, c’était la seule salle parisienne spécifiquement construite pour la musique symphonique, les autres concerts avec orchestre ayant lieu notamment à la salle Olivier-Messiaen de la maison de la Radio et de la Musique et à la salle Gaveau, plus petites, ou au théâtre des Champs-Élysées et au théâtre du Châtelet, des salles à l’italienne.
Depuis janvier 2015, la programmation relève de la Philharmonie de Paris, et la Cité de la musique a donné la concession de la salle pour quinze ans au groupe Fimalac, dans le cadre d'une occupation temporaire du domaine de l'État,. Afin de laisser le répertoire de la grande musique classique à la Philharmonie depuis son ouverture, la programmation de Pleyel a été réorientée vers le répertoire de musique moderne au sens large, elle ne propose plus de concerts de musique classique.
À mi-chemin entre la place Charles-de-Gaulle et le portail sud-ouest du parc Monceau, elle est plus directement desservie par la station de métro Ternes.

## Histoire

### Les anciennes salles Pleyel
La salle Pleyel trouve sa lointaine origine dans les deux salles de concert précédemment construites par Camille Pleyel, le fils d’Ignace Pleyel, compositeur et fondateur en 1807 de la célèbre manufacture de pianos Pleyel, tous les deux successivement facteur de pianos officiel du roi sous la Restauration et sous la monarchie de Juillet. Dès l'origine, à travers l'organisation de concerts prestigieux et la venue de compositeurs et de pianistes célèbres, l'objectif de ces deux salles successives vise à offrir à la marque une vitrine assurant la promotion de la grande qualité et du « son à la française » des pianos Pleyel, dont la notoriété est déjà établie. Ces salles vont en effet largement participer de l'accroissement de la visibilité de la marque Pleyel et de ses pianos, favorisant encore leur rayonnement et, partant, leur haute réputation qui ne tarde pas à devenir mondiale dès le milieu du XIXe siècle. Elles sont en fait un prolongement direct et logique des pianos Pleyel, de même que la salle actuelle conçue à sa création elle aussi dans cette perspective.
Un salon, d’environ cent cinquante places, est d’abord ouvert le 1er janvier 1830 au no 9 de la rue Cadet, dans le 9e arrondissement. Il accueille de grands pianistes de l’époque, dont Frédéric Chopin en 1832 et Franz Liszt en 1833.
La première salle Pleyel proprement dite est construite en 1838–1839 au no 22 de la rue Rochechouart, à côté de la manufacture, et inaugurée en décembre 1839. Dans cette salle de cinq cent cinquante places ont lieu des concerts de piano et de musique de chambre qui occupent une place importante dans la vie musicale parisienne du XIXe siècle. De nombreux grands musiciens s’y produisent : Chopin y donne son dernier concert en 1848, et elle voit les débuts, entre autres, de Camille Saint-Saëns, âgé de onze ans, en mai 1846, de César Franck, d’Anton Rubinstein etc. En janvier 1897, le compositeur et virtuose pianiste Edouard Potjes y donna un concert très apprécié. Dans cette salle sont notamment créés :
- le Deuxième Concerto pour piano de Saint-Saëns, en 1868, et son Cinquième Concerto, le 2 juin 1896 ;
- plusieurs œuvres de Ravel, dont :
  - les Sites auriculaires, le 5 mars 1898, par Marthe Dron et Ricardo Viñes,
  - la Pavane pour une infante défunte et Jeux d'eau, le 5 avril 1902, par Ricardo Viñes,
  - et la Sonate pour violon et violoncelle, le 6 avril 1922, par Hélène Jourdan-Morhange et Maurice Maréchal.

### La construction

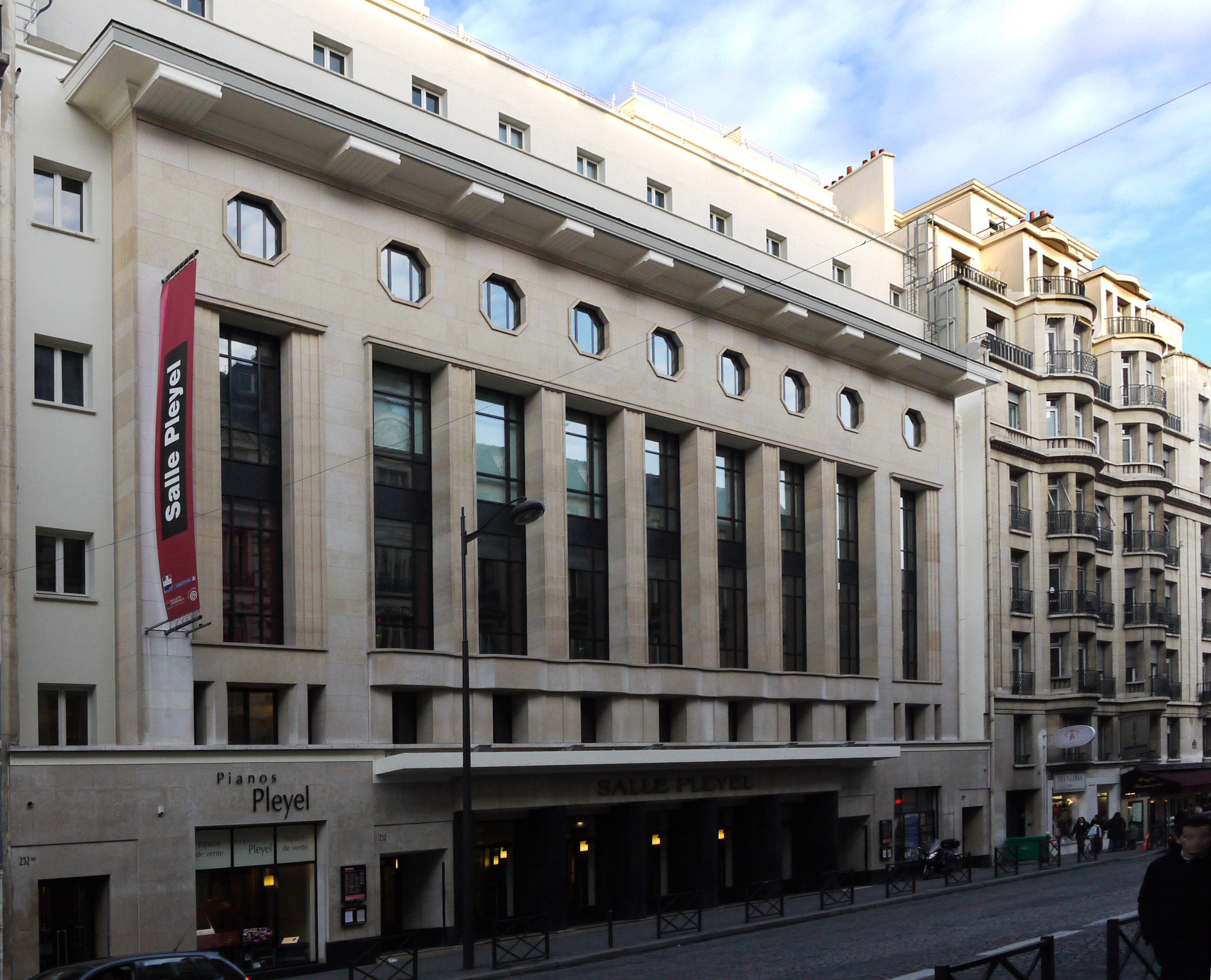
Façade de la salle.

Au début des années 1920, l’ingénieur et architecte Gustave Lyon, directeur de la manufacture de pianos Pleyel, décide de faire construire un grand centre musical avec en son cœur une salle de concert symphonique de trois mille places bénéficiant des dernières recherches en acoustique musicale, et intégrant des studios et des espaces d’accueil et d’exposition, permettant notamment de promouvoir les instruments produits par la société. En 1922, il confie la réalisation de son projet à l’architecte Jacques Marcel Auburtin, qui meurt en 1926 ; deux de ses collaborateurs, André Granet et Jean-Baptiste Mathon, le remplacent. Le chantier est lancé le 5 décembre 1924 sur le terrain situé au no 252 de la rue du Faubourg-Saint-Honoré, à proximité de la place de l’Étoile, et achevé en 1927.
Le bâtiment comprend :
- la grande salle, d’une capacité 3 000 places environ ;
- la salle Debussy, d’une capacité de 150 places environ ;
- la salle Chopin, d’une capacité de 509 places environ, prévue pour la musique de chambre ;
- des espaces d’accueil comme le grand hall, ainsi qu’un espace d’exposition et de démonstration des pianos Pleyel ;
- des studios insonorisés ;
- des espaces de bureau, des appartements.

Sa façade est blanche et noire, avec des lignes épurées. À l'intérieur, on compte comme éléments architecturaux Art déco particuliers note Le Figaroscope : « un vestibule à douze colonnes, une rotonde au parterre de mosaïques, de splendides motifs géométriques de Subes pour les ferronneries de l'escalier et de l’ascenseur, des luminaires de Baguès, des médailles de Le Bourgeois et des papiers peints de Ruhlmann pour le plafond de la salle Debussy ». L'édifice et la Grande salle ont subi plusieurs rénovations en 1958, 1981, 1994 et celle particulièrement importante de 2006. La dernière effectuée en 2016 à l'occasion de l'abandon de la programmation en musique classique, a profondément transformé la salle à des fins d'usage pour la musique moderne amplifiée.

### L'inauguration
Le 18 octobre 1927, la salle Pleyel est inaugurée par un concert de l’orchestre de la Société des concerts du Conservatoire dirigé par Philippe Gaubert, avec en soliste Robert Casadesus et au cours duquel Igor Stravinsky et Maurice Ravel dirigent également. Y assistent le président de la République Gaston Doumergue, le président du Conseil des ministres Raymond Poincaré, le ministre de l'Instruction publique et des Beaux-Arts Édouard Herriot, ainsi que des compositeurs comme Paul Dukas, Manuel de Falla, André Messager et Reynaldo Hahn.
La critique musicale ainsi que l’architecte Le Corbusier saluent la réussite acoustique d’une salle alors considérée comme révolutionnaire, comme en témoigne l'article signé Henry Prunières et paru dans La Revue musicale :

« Le 18 octobre 1927 a été solennellement inaugurée la nouvelle salle Pleyel. […] Paris en effet ne vient pas d'être doté d'une belle salle de concert de 3 000 places, comme il y en a déjà depuis longtemps à Vienne, à Berlin, à Amsterdam, aux États-Unis, mais d'une salle qui ne ressemble à aucune autre et qui marque, on peut du moins l'espérer, la prééminence de l'acoustique sur l'architecture en ces matières. Pour la première fois, ce n'est pas un architecte qui a dressé les plans de la salle, mais un acousticien. Ce dernier a longuement calculé les divers problèmes qu'imposaient à son esprit les lois de la réflexion des ondes sonores et a établi un plan de salle où n'intervient aucune préoccupation d'ordre architectural. […] Il prenait pour point de départ le théâtre antique qui consiste en une scène pour les acteurs devant un mur de fond réfléchissant le son sur les spectateurs. L'excellente acoustique qu'on observe sur presque tous les théâtres antiques provenait assurait-il de cette disposition et de l'absence de plafond. […] M. Gustave Lyon se proposait donc d'éliminer le plafond, ne lui laissant qu'un rôle de protection de la salle, mais l'empêchant de réfléchir la moindre onde sonore. Il se proposait en outre de superposer trois salles, chacune recevant isolément les ondes qui lui étaient destinées grâce à trois « murs de fond » disposés à des hauteurs diverses. […] Ce qui est prodigieux, c'est que le succès de cette conception hardie dépasse toutes les espérances. »

### Les premières années
Le 19 juillet 1928, la grande salle est ravagée par un incendie qui endommage également les salles Debussy et Chopin. Les réparations sont rapides et permettent au bâtiment de ré-ouvrir dès la fin de l’année. Des matériaux ininflammables ont été utilisés, comme du métal pour les fauteuils. Cependant, la capacité de la salle a dû être réduite à 2 546 places.
Dès ses premières années, la salle Pleyel accueille des concerts de l’orchestre symphonique de Paris, de la Société philharmonique de Paris, et des orchestres Colonne, Lamoureux et Pasdeloup, des pianistes Long, Cortot, Casadesus, François, Perlemuter, Rubinstein, Horowitz, Arrau, Nat, de Landowska, Enesco, Thibaud et Segovia. À son pupitre passent notamment Walter, Furtwängler, Pierné, et des compositeurs comme Honegger, Ravel, Schönberg, de Falla, Stravinsky, Poulenc.
En 1929 est installé un orgue Cavaillé-Coll de soixante-dix jeux à quatre claviers mobiles ; il est inauguré le 5 mars 1930 par Marcel Dupré.
La Grande Dépression entraîne la faillite de la société Pleyel en mars 1933. En mai 1934, la salle Pleyel, affaiblie financièrement par l’incendie de 1928 et incapable de rembourser ses emprunts, devient la propriété de sa banque, le Crédit lyonnais. La société immobilière Saint-Honoré-Monceau, par l'intermédiaire de laquelle Pleyel possédait la salle, est renommée en 1938 Centre artistique de Paris. La manufacture de pianos et la salle restent séparées jusqu’en 2000.
Le 28 février 1943, sous l'Occupation, la salle Pleyel accueille la réunion fondatrice du Front révolutionnaire national.
L’architecte de l'immeuble, André Hamayon, est chargé en 1958 de retravailler l’acoustique de la grande salle, dont la réverbération semble trop importante.

### La programmation des années 1940 à 1990
Durant la deuxième moitié du XXe siècle, la salle Pleyel reste un auditorium de renommée mondiale et accueille la plupart des grandes formations et des grands musiciens de l’époque.
À partir des années 1950, et dans les années 1960 dans le cadre du Paris Jazz Festival, la salle Pleyel accueille la plupart des grands noms du jazz au XXe siècle : Louis Armstrong, Stéphane Grappelli, Art Tatum, Django Reinhardt, Ella Fitzgerald, Erroll Garner (le 25 mai 1967), Miles Davis, Keith Jarrett, Ray Charles, Michel Petrucciani. Même quelques groupes de rock, comme Lynyrd Skynyrd, y donnent des concerts dans les années 1970. S’y produisent également des chanteurs de variétés, comme Maurice Chevalier, France Gall, Dalida et Leonard Cohen.
Le Crédit lyonnais, propriétaire de la salle, choisit de ne pas en limiter l’usage à des concerts et la loue à l’occasion pour des congrès politiques, des conférences, des offices religieux, des projections, des concours de coiffure, des tirages de la Loterie nationale ou des galas de variétés. En 1949 s'y tient par exemple le Congrès mondial des partisans de la paix.
Le 10 mars 1971, l'animatrice de RTL Ménie Grégoire y organise en direct une émission, L'homosexualité, ce douloureux problème, restée célèbre, pour avoir été interrompue par des militants homosexuels du Front homosexuel d'action révolutionnaire. RTL a dû reprendre l'antenne à la suite du désordre provoqué, les manifestants ayant jugé homophobe le ton de l'émission où intervenaient des « autorités morales », comme des prêtres et des psychanalystes,,.
En 1980, l’Orchestre de Paris, alors dirigé par Daniel Barenboim, quitte le palais des congrès pour prendre résidence à la salle Pleyel.
Le 31 octobre 1981, les cycles « Piano **** », fondés en 1971, s’y installent avec un concert lors duquel Claudio Abbado et Rudolf Serkin jouent les Neuvième et Vingtième Concertos pour piano de Mozart.
En novembre 1999, le chanteur Charles Trenet donne salle Pleyel son dernier concert.

### La rénovation des années 1980
En 1981, le Crédit lyonnais, qui développe une politique de mécénat culturel, décide d’une nouvelle rénovation de la salle Pleyel. Il en confie la maîtrise d’œuvre aux architectes Claude Hamayon et Xavier Rosset, associés à l’acousticien Abraham Melzer, à l’architecte et scénographe Bernard Guillaumot et au décorateur Noël Davoine.
La salle ainsi restaurée est inaugurée le 14 octobre 1981. Le résultat de cette rénovation a été critiqué en ce qui concerne l’acoustique ; de nouveaux travaux de moindre envergure sont menés en 1994 par Christian de Portzamparc.

### Le rachat par Hubert Martigny puis par la Cité de la musique
Le Crédit lyonnais reste propriétaire de la salle Pleyel jusqu’en 1998, date à laquelle, étant alors en grave difficulté financière, il la vend dans le cadre des cessions d’actifs du Consortium de réalisation (CDR). Apprenant par la presse, en 1997, que la salle est à vendre, l’industriel Hubert Martigny, cofondateur de la société de conseil en innovation Altran Technologies et mélomane, décide de présenter un dossier comportant une partie financière (de 10 millions d’euros), un projet artistique (la création d’une véritable direction artistique à Pleyel), et un projet de rénovation. C’est la cohérence de son dossier et l’ambition qu’il a pour le lieu qui font la différence avec les autres projets présentés. Malgré tout, peu d’enchérisseurs s'intéressent à cet actif si particulier. En 1998, Hubert Martigny devient propriétaire de la salle en la rachetant sur ses propres fonds pour 10 millions d’euros via la société IDSH. Il en confie la direction artistique à son épouse, la chef d’orchestre Carla Maria Tarditi.
Le Crédit lyonnais a, un temps, pensé démolir ce lieu et bénéficier des 2 600 mètres carrés du terrain pour en faire un immeuble de bureaux, mais le projet fut rendu impossible par une ordonnance de 1945 interdisant de détourner une salle de spectacle de son objet d’origine. Pourtant, à la fin des années 1990, l’immeuble ne fait l’objet d’aucune protection. Il faut attendre 1999 pour que la salle soit inscrite à l’inventaire des Monuments historiques.

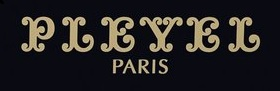
Logo officiel des pianos Pleyel.

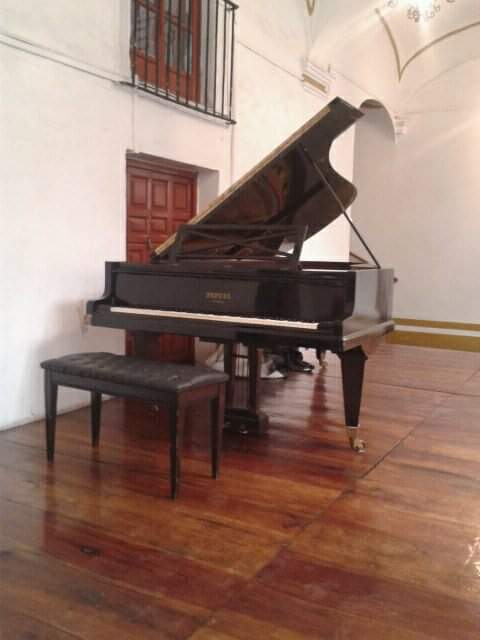
Grand piano à queue de concert AL278 Pleyel.

En 2000, Hubert Martigny rachète également les pianos Pleyel et leurs marques car ils possèdent aussi celles des pianos Érard, Gaveau et Rameau. Il investit beaucoup d’argent dans le redressement des pianos et décide en 2004, pour la première fois depuis plusieurs décennies ce qui constitue à l'époque un événement, du lancement par la marque d'un nouveau piano grand queue de concert, le P280,, décliné en modèles : « contemporain » et « classique ». La pianiste Delphine Lizé, nommée dans la catégorie jeune espoir aux Victoires de la musique classique de 1995, en devient ambassadrice pour le monde en 2007, à l'occasion du bicentenaire des pianos Pleyel,, elle se produit peu avant en 2006 lors d'un récital donné salle Pleyel sur le piano P280. Le pianos Pleyel reçoivent pour leurs fabrications le label « Entreprise du patrimoine vivant » le 19 décembre 2007 par le ministre de l’Économie, des Finances et de l’Emploi, époque aussi de la réinstallation de Pleyel sur le site historique de Saint-Denis. Hubert Martigny décide aussi la rénovation de la salle, conformément à son engagement, en investissant 33 millions d’euros sur ses fonds propres. Il prévoit d'installer en partie gauche du hall d'entrée de la salle, un espace d'exposition destiné à la présentation de la gamme des pianos Pleyel.
Le 8 décembre 2003, le ministre de la Culture et de la Communication Jean-Jacques Aillagon conclut avec Hubert Martigny un accord en vertu duquel l’exploitation de la salle est confiée à l’État pour une durée de vingt ans. En raison du montant élevé du loyer, le ministère de l'Économie, des Finances et de l’Industrie refuse d’entériner l’accord.
Fin 2004, le successeur de M. Aillagon, Renaud Donnedieu de Vabres, autorise un accord plus avantageux pour l’État, qui aboutira en 2009 au « rachat » de la salle par l’établissement public de la Cité de la musique : le 8 novembre 2004, Hubert Martigny s’engage à louer pour cinquante ans la salle Pleyel à la Cité de la musique, qui deviendra, en 2056, propriétaire de la salle et de ses annexes pour l’euro symbolique.
- Voir la section Statut.

### La rénovation des années 2000

#### Évaluation
L’acoustique de la Salle Pleyel avait déjà fait l'objet de critiques, auxquelles les différentes rénovations n’avaient pas apporté de réponse. Le plafond parabolique conçu par Gustave Lyon provoquait en effet une redistribution du son uniforme et sans relief, et la forme de la salle, facteur primordial de son acoustique en particulier en ce qui concerne le volume, n’avait jamais été modifiée lors des différentes rénovations.
En 1989, une étude du Centre scientifique et technique du bâtiment (CSTB) mettait en évidence les problèmes acoustiques : temps de réverbération insuffisant, sensation d’enveloppement inexistante, manque d’équilibre, écho du mur arrière.
En février 1999, un rapport d’André Larquié, alors directeur de la Cité de la musique, au ministre de la Culture et de la Communication, fait une évaluation critique de la capacité de la salle Pleyel à devenir un auditorium symphonique de rang international :
« Il faut pourtant constater que cette salle, au nom emblématique, n’a jamais été reconnue comme l’une des salles de référence de la vie musicale, et les professionnels interrogés soulignent tous les faiblesses qui la caractérisent :
- son acoustique ne saurait être considérée comme réellement satisfaisante. Notamment, pour les spectateurs, les pupitres de cordes paraissent « mats », et les cuivres tendent à écraser « le quatuor ». Ce problème paraît lié à la conception même de la structure de la salle. […]
- malgré les travaux effectués en 1981, la salle a vieilli ; la décoration de la salle elle-même, certes améliorable, apparaît aujourd'hui bien triste, et son confort très relatif ;
- la configuration même de son hall d’accueil, peu ouvert sur le quartier, n’y rend guère facile l’organisation d’une animation attractive permanente ;
- enfin, sa localisation, certes à proximité des Champs-Élysées, la situe néanmoins dans un quartier peu animé, et surtout excentré par rapport à la vie musicale et culturelle de la capitale.

Significatif de cette situation, de nombreux orchestres étrangers de passage à Paris, et leurs chefs, ainsi d'ailleurs que les producteurs, préfèrent organiser leurs concerts, ou leurs récitals, au Théâtre des Champs-Élysées, malgré une jauge sensiblement inférieure (environ quatre cents places de moins) pour un prix de location équivalent (de l’ordre de 100 000 F hors taxes). »
François Ceria, l’architecte chargé de la rénovation, confirme ce jugement négatif : « Ce qui a été bidouillé après-coup est épouvantable. »

#### Travaux
Le 13 octobre 2002, après le premier concert en France de l’Orchestre philharmonique de Berlin sous la direction de son nouveau chef Simon Rattle, la salle Pleyel est fermée pour des travaux de rénovation qui ne commenceront finalement qu’en janvier 2005. Ils coûtent 30 millions d’euros, pris en charge par la société d’Hubert Martigny grâce à un prêt du groupe Caisse d’épargne.
Hubert Martigny a obtenu un permis de construire en juillet 2004. La rénovation est confiée à Artec Consultants, l’un des cabinets de conception de salles de concert les plus renommés du monde, et à l’architecte François Ceria. La réalisation est assurée par la Société d’études, d’aménagement et de réalisations immobilières et foncières (Sodéarif), filiale de Bouygues Construction. En janvier 2005, Bouygues prend possession de la salle pour 19 mois de travaux qui s’achèvent le 31 juillet 2006.

### La réouverture de 2006
Le 1er septembre 2006, la Cité de la musique, sous la direction de son directeur général, Laurent Bayle, prend la direction de la « nouvelle salle Pleyel ». Elle est inaugurée le 13 septembre 2006, avec l’Orchestre de Paris, dirigé par Christoph Eschenbach, qui joue la Deuxième Symphonie Résurrection de Gustav Mahler.
Une nouvelle saison musicale de 160 concerts permet pour la première fois d’accueillir simultanément deux orchestres résidents et un orchestre invité. L’Orchestre de Paris, l’Orchestre philharmonique de Radio France, l’Orchestre symphonique de Londres, l’Orchestre philharmonique de Berlin et tant d’autres retrouvent le chemin de Pleyel.

#### Programmation 2006-2014
De 2006 à 2014, la salle Pleyel accueille en résidence permanente deux formations :
- l’Orchestre de Paris, qui y donne tous ses concerts, le mercredi et le jeudi, soit une cinquantaine de concerts par saison représentant une trentaine de programmes, et y tient également toutes ses répétitions ;
- l’Orchestre philharmonique de Radio France, qui donne à Pleyel une vingtaine de concerts pendant la première saison, le vendredi.

L’Orchestre symphonique de Londres signe par ailleurs une convention de résidence de trois ans dans le cadre de laquelle il donne à Pleyel tous ses concerts parisiens, soit quatre ou cinq programmes par saison.
Pleyel accueille régulièrement :
- des concerts de l’Orchestre Pasdeloup, de l’Orchestre Colonne, de l’Orchestre national d'Île-de-France, de l’Orchestre du Conservatoire national supérieur de musique et de danse de Paris et de l’Orchestre national du Capitole de Toulouse ;
- des orchestres de région ;
- des producteurs publics, comme Radio France ou le Festival d’automne à Paris ;
- des concerts organisés par des producteurs privés ;
- des formations étrangères : Orchestre philharmonique de Berlin, Orchestre royal du Concertgebouw, Orchestre du Gewandhaus de Leipzig, orchestre philharmonique de La Scala de Milan, orchestre d'État de Berlin, Orchestre national de Russie.

Outre les concerts symphoniques qui constituent la majeure partie de la saison de réouverture, Pleyel accueille des récitals vocaux, de la musique de chambre et des concerts de jazz. À partir de 2010, elle accueille, en coproduction avec la Cité de la musique, les concerts du festival Days Off. Au total, chaque saison, environ 200 concerts sont programmés, dont la moitié assurée par les trois formations en résidence.

### De 2014 à 2016, la fin de la musique classique
La construction de la Philharmonie de Paris amène le gouvernement à redéfinir « les conditions d’exploitation de la salle Pleyel […] en cohérence avec l’activité de la Philharmonie », selon un rapport du sénateur Yann Gaillard d’octobre 2012. Le ministère de la Culture estime en effet que : 

« la Philharmonie ne peut être construite qu’au prix d’un changement d’affectation de la salle Pleyel pour garantir un bon niveau de fréquentation du nouvel auditorium dont la salle Pleyel pourrait cannibaliser le public si elle restait en activité, mais aussi pour permettre le report de la subvention actuelle de Pleyel vers la Philharmonie. »

Le sénateur estime alors qu’il existe un consensus sur le fait qu’à l’avenir, Pleyel ne devrait plus organiser de concerts classiques. Toujours en 2012, le sénateur Gaillard relève enfin que la forme juridique et les modalités de cession de la concession ne sont pas encore claires, mais « qu’il semblerait que l’on s’oriente vers un délégation de service public (DSP). »
Le 23 mai 2014 sur France Musique, Laurent Bayle, directeur de la Cité de la musique, annonce officiellement « le choix, à partir de 2015, de concéder la salle Pleyel à un organisateur qui sera un groupe de nature privée. » Il précise également que « le cahier des charges aura plusieurs notions précises qui devront être respectées, pas de concerts classiques mais également dans le champ des musiques populaires, des exigences : favoriser l’émergence, favoriser les projets de qualité et nous jugerons sur pièces les dossiers qui nous seront proposés. » D’après lui, l’annonce du repreneur devrait être effectuée entre octobre et novembre 2014.
L'hebdomadaire Challenges avance en juin 2014 le nom des candidats pressentis ou déclarés pour la reprise de la salle, après la publication de l'appel d'offre deux semaines auparavant. Sont cités les groupes TF1, Lagardère, Fimalac et Vivendi, ainsi que l'entrepreneur et producteur de spectacle Jean-Marc Dumontet.
Au cours de l'année 2014, l'injonction de la Cité de la musique faite au repreneur futur de la salle Pleyel de renoncer à y faire jouer toute forme de musique classique devient alors l'objet d'une forte polémique. Un appel à « sauver la musique classique à Pleyel » est lancé par Brigitte Kuster, maire (UMP) du XVIIe arrondissement, appel soutenu notamment par l'ex-adjoint (PS) à la culture de la ville de Paris Christophe Girard, et qui se trouve relayé par des musiciens comme le chef d'orchestre et président de la SACEM Laurent Petitgirard ou l'historien Franck Ferrand. Des manifestations ont aussi lieu en public lors de passes d'armes judiciaires.
Toutefois, en raison de procédures judiciaires en cours, liées à la vente de la salle en 2009, ce projet est suspendu par une ordonnance du juge des référés du tribunal de commerce de Paris, qui interdit à la Cité de la musique de donner la salle en exploitation à un partenaire privé. Bien que ce gel soit levé par la cour d'appel de Paris, le contentieux met du temps à se régler.

### La réouverture de 2016, les débuts de la musique moderne amplifiée
Début 2015, la concession est accordée au groupe Fimalac, ; selon le cahier des charges, celui-ci peut dorénavant programmer tout type de spectacles (variétés, jazz, rock, danse, …) à l'exception de la musique classique. Fimalac a mené des travaux sur l'acoustique se montant à onze millions d'euros de façon à retrouver « une acoustique plus mate et favorable à la musique amplifiée » (« […] pour la musique classique il faut des salles qui réverbèrent le son, alors que pour d'autres spectacles il faut des salles qui amortissent le son »). Les murs passent du colori clair qu'ils ont toujours connu à la peinture noire et les balcons reçoivent un habillage en façade fait de lattes de bois parallèles (de section carrée), derrière lesquelles se trouvent des isolants acoustiques absorbant le son, tandis qu'un cadre de scène fait son retour comme après la rénovation de 1958, avec une scène fermée construite sur l'emplacement à la fois du vaste espace auparavant destiné à l'accueil des orchestres philharmoniques et aussi des gradins situés en arrière de cette surface destinés pour leur part aux chœurs ou aux spectateurs, l'ensemble de cette configuration disparaissant à cette occasion. L'esthétique de la salle et son rendu visuel s'en trouvent profondément modifiés. Il en va de même de son acoustique.
La salle ré-ouvre fin septembre 2016 avec un concert du chanteur français Benjamin Biolay.
De 2017 à 2020, la salle Pleyel accueille la cérémonie des César (42e cérémonie, 43e cérémonie, 44e cérémonie et 45e cérémonie), le théâtre du Châtelet étant en travaux.
Deux concerts pour piano solo sur instrument grand queue de concert sont donnés pour la première fois depuis 2015 en février 2022, avec la programmation de la musique néo-classique composée et interprétée par le pianiste Sofiane Pamart, à l'occasion de la sortie de son troisième album solo Letter.

## Architecture et acoustique

### La salle de 1927
La salle conçue par Gustave Lyon et construite de 1924 à 1927 par Jean-Marcel Auburtin, puis André Granet et Jean-Baptiste Mathon est fortement marquée par l’architecture moderne, avec « la nudité des lieux, le plafond, immense voûte reliant d’un seul jet l’arrière-scène au sommet du second balcon, l’absence voulue de toute recherche décorative » (Trinques 2003, p. 148). Elle peut accueillir 3 000 spectateurs environ – 2 546 après les travaux consécutifs à l’incendie de 1928.
Gustave Lyon, dans sa recherche acoustique, a imaginé de baser la structure de la salle sur celle d’un entonnoir. La scène est l’endroit le plus réduit de la salle, et le plafond est lié au mur arrière environ 6 m au-dessus de l’orchestre ; il constitue une vaste voûte arrondie qui remonte et s’élargit au fur et à mesure qu’elle rejoint l’arrière de la salle. Devant la scène, un long parterre s’étend jusqu’aux deux balcons du fond. La hauteur du plafond au niveau des balcons est presque le double de celle au niveau de l’orchestre.
La salle, aux couleurs dorées, est décorée de panneaux de Marc Jaulmes.
Le hall, de vingt-quatre mètres sur douze avec en son centre une rotonde ouverte sur les étages supérieurs, est décoré dans le style Art déco par des ferronneries de Raymond Subes, des médaillons de Le Bourgeois et des luminaires de la maison Baguès. Il comporte une salle d'exposition et de vente des pianos Pleyel ainsi qu'un magasin de phonographes et d’appareils de radio, des vitrines d’exposition, une librairie, une galerie de peintures et un salon de thé.
Le bâtiment a huit étages, où sont installés des appartements, des salles d’exposition, des ateliers de montage, de service et de maintenance, une bibliothèque, et soixante studios.

### La salle entre 1961 et 2006
Quelle qu’ait été la qualité de l’acoustique originelle, les réparations consécutives à l’incendie de 1928 ont fait apparaître un écho qui a été le principal défaut de la salle Pleyel. « L’ancien écho, c’est un peu le fantôme de Pleyel », note en 2006 la critique du Monde, Marie-Aude Roux. « À certains endroits de la salle, le public avait deux concerts pour le prix d’un. » La salle a connu trois rénovations en un tiers de siècle, qui, tout en modifiant sensiblement la configuration de la salle, n’ont pas pu apporter de solution à ce problème.
- 1958 : après la rénovation de 1958 par André Hamayon, la salle comporte un cadre de scène, ce qui supprime sa continuité. L’acoustique est modifiée par un plafond plus bas et des réflecteurs en forme de pointes de diamants. Elle dispose également d’un plateau plus vaste ;

Dans les espaces d’accueil, la rotonde est recouverte au niveau du hall d’une calotte sphérique qui la sépare des niveaux supérieurs. Au premier étage, un studio de danse remplace la galerie d’exposition.
- 1981 : après les nouveaux travaux de 1981, la grande salle a retrouvé sa concavité originelle grâce à un plafond de bois et à la suppression du cadre de scène. La décoration, retravaillée, allie les tons chauds du revêtements de bois d’orme et d'angélique au bleu des nouveaux sièges. Elle offre 2 370 places ;
- 1994 : lors de la rénovation menée en 1994 par Christian de Portzamparc, la décoration de la salle est modifiée ; dans le hall, la mosaïque au sol de la rotonde est remplacée par du marbre blanc.

### La salle en 2006

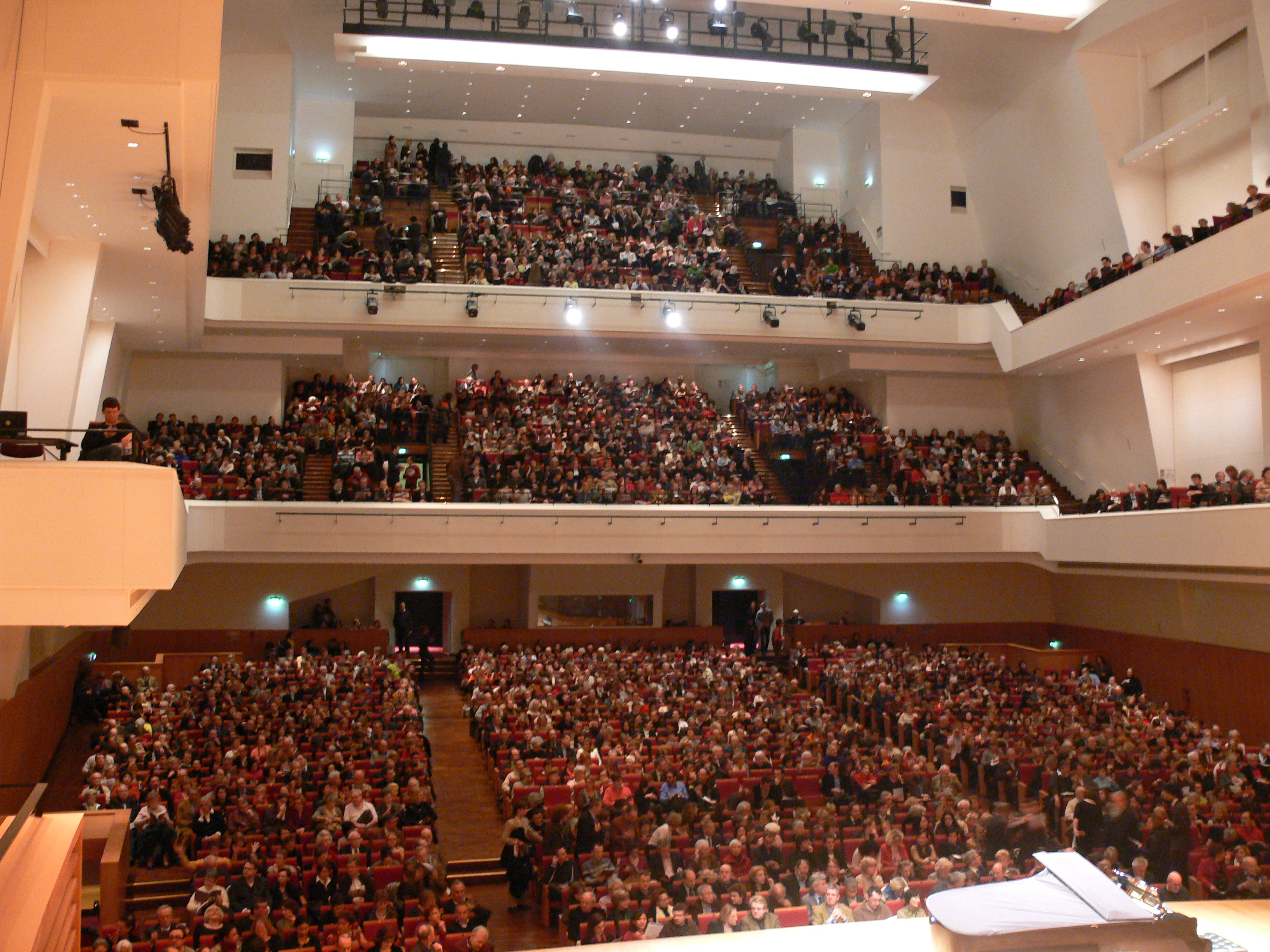
Salle Pleyel, 2008 : parterre et balcons.

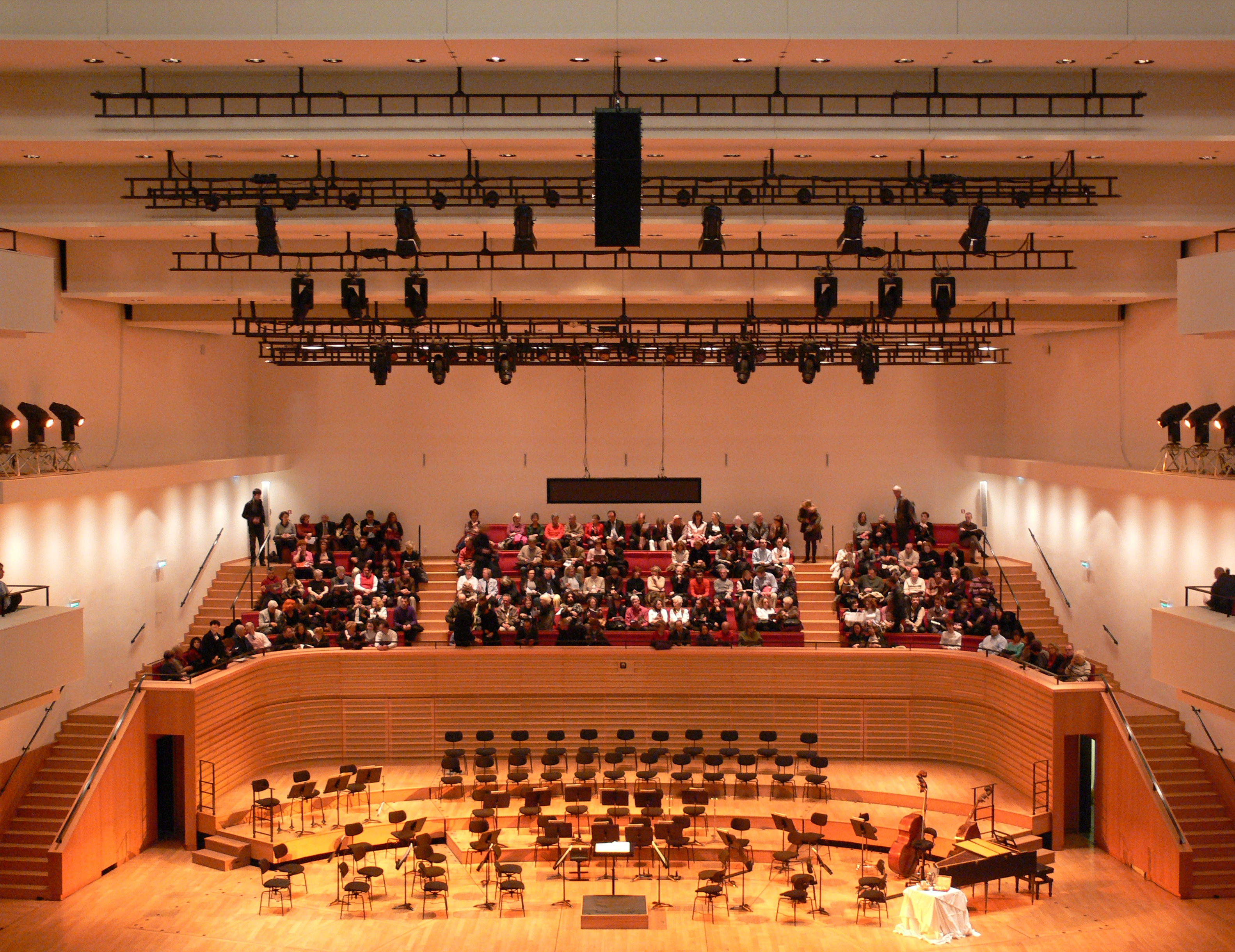
Salle Pleyel, 2008 : grills, scène et arrière-scène.

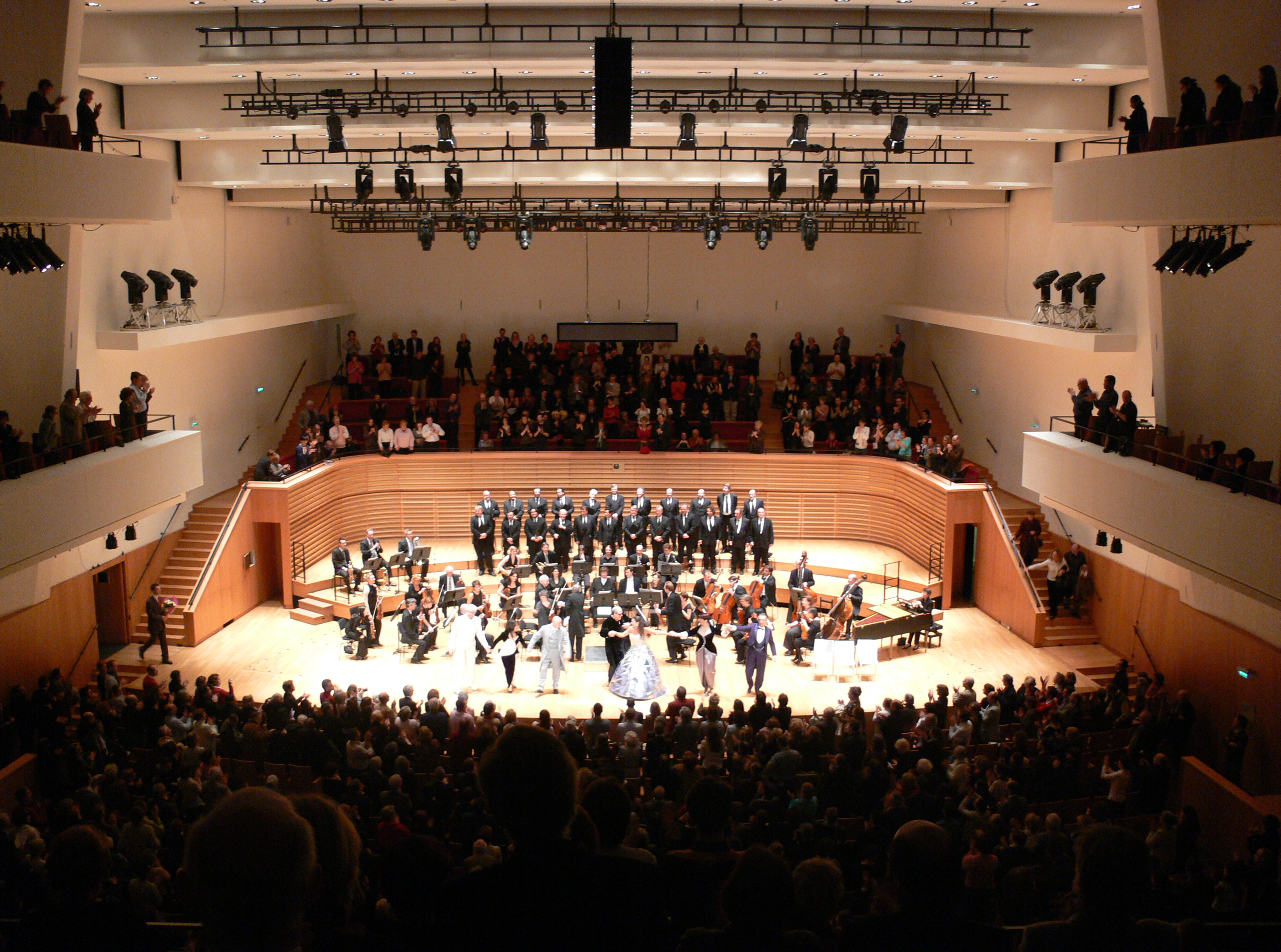
Salle Pleyel, 2008 : la scène pendant une représentation.

#### Grande salle
La grande salle a été profondément transformée lors de la rénovation de 2005-2006, à tel point que le critique du Monde, Renaud Machart, considère qu’« il ne s’agit pas d’une réfection, mais d’une construction nouvelle au sein de la coque originelle du bâtiment. » Sa jauge est réduite à 1 913 places – soit 1 760 pour le public lorsqu’un chœur est sur la scène :
- le faux plafond en bois et de la conque de scène ont été supprimés ; la nouvelle salle fait 44 m de long, 27 m de large et 19 m de haut, et le volume d’air par spectateur a été augmenté d’un tiers. La salle est moins longue et la scène se trouve ainsi plus proche du public ;
- le nouveau parterre comporte 1 030 places, notamment en raison de la réduction des espaces sous les balcons. Les sièges sont disposés en trois blocs ;
- les sièges des deux balcons – 397 au premier et 327 au deuxième – ont été réalignés ;
- quatre balcons latéraux – ou plutôt des bergères, avec une seule rangée de sièges – ont été ajoutés pour améliorer la diffusion du son ; chacun peut accueillir 19 personnes ;
- la scène a été agrandie de moitié et redessinée ; une série de trappes et de plateaux réglables remplace les gradins ;
- des banquettes sont aménagées derrière l’orchestre (arrière-scène), comme à la Philharmonie de Berlin, pour accueillir 162 spectateurs ou, parfois, un chœur ;
- les nouveaux sièges sont plus larges de dix centimètres et les rangées plus espacées, afin d’améliorer le confort pour les spectateurs ;
- la salle perd ses couleurs soutenues et arbore désormais des murs peints en blanc légèrement teinté, du hêtre clair recouvert d’un tissu rouge bourgogne pour les fauteuils, du bois de chêne clair pour la scène et du hêtre pour le reste de l’habillage, et gagne ainsi en sobriété comme en chaleur.

Lors des répétitions de la semaine précédente, les musiciens de l’Orchestre de Paris, qui avaient pris résidence au théâtre Mogador pendant les travaux, ont apprécié favorablement l’acoustique de la nouvelle salle. Pour le premier violon Philippe Aïche, « il y a une très belle définition du son notamment dans les graves, cela donne une grande clarté dans l’émission, la couleur passe bien et, surtout, il n’y a plus l’ancien écho ! […] On a aussi le sentiment d’une plus grande proximité avec le public. Nous espérons d’ailleurs redevenir un vrai orchestre de proximité ! » Le violoncelliste Éric Picard considère que « l’acoustique est très lumineuse, légère, souple, ce qui ne veut pas dire qu’elle soit facile. Il manque peut-être un peu de réverbération, mais on s’entend jouer très bien entre musiciens, ce qui n’était pas le cas auparavant. »

Le critique du Monde, Renaud Machart, loue quant à lui 

« [la] parfaite lisibilité des plans sonores, des détails, des nuances » : « on entend mieux la Deuxième Symphonie de Mahler à la Salle Pleyel qu’au Concertgebouw d’Amsterdam, haut lieu de la tradition mahlérienne, mais salle très résonnante. » Le son du nouveau Pleyel « n’est pas sec, il est plutôt mat » ; « en dépit de la configuration “ramassée” de la salle, il n’est jamais agressif, frontal. »

Il semble que l’acoustique exige d’un orchestre une grande homogénéité et une grande correction rythmique. Le percussionniste Frédéric Macarez juge la salle « très sonore et presque crue : il va falloir améliorer la rondeur du son, tout en gardant la même précision d’attaque. » Le directeur musical de l’orchestre, Christoph Eschenbach, confirme que 

« cette acoustique peu réverbérée exige une parfaite définition de la partition. On entend tout. C’est bien pour la discipline de l’orchestre, qui va pouvoir retrouver son naturel et perdre une certaine dureté acquise à Mogador, où il fallait constamment forcer le son. »

Renaud Machart avance que « cette acoustique ne cachera pas les défauts des formations qui y joueront ; les violons devront, sans l’aide “cosmétique” d’une bouée de sauvetage sonore, créer par eux-mêmes le sourire, la lumière et la caresse des aigus suspendus pianissimo. » La salle sera tout aussi bien adaptée, selon lui, à des concerts avec un moindre volume sonore : « on peut parier que les formations orchestrales plus réduites et les instruments anciens y seront chez eux tout autant, et l’on devine que les récitals de chant y trouveront un écrin presque intime. »

#### Espaces d’accueil et salle d'exposition des pianos Pleyel
Les travaux ont également concerné les espaces d’accueil : la façade, le hall et la rotonde ont été restaurés dans le style Art déco des origines. La rotonde est de nouveau ouverte sur l’étage, dotant le hall d’un puits de lumière, et elle retrouve sa mosaïque au sol de pierres noires et blanches et de dallages dorés à l’or fin. Un vaste foyer de plus de 600 m2, en fond de parterre et donnant sur la rue du Faubourg-Saint-Honoré par de grandes baies vitrées, remplace les studios de danse au premier étage. Dans les autres étages, 3 000 m2 de bureaux ont été restaurés.
Afin de pouvoir accueillir simultanément les deux orchestres en résidence et des orchestres invités, les salles Chopin et Debussy, dont l’architecture est restée en l’état, ont été transformées en deux vestiaires et un espace qui permettra aux chanteurs de chauffer leur voix avant d’entrer en scène. Un studio d'enregistrement a de plus été installé sous la grande salle pour permettre à Radio France d’assurer sa mission d’enregistrement et de diffusion de concerts ; la réalisation d’un enregistrement à Pleyel rendait auparavant nécessaire l’installation d’un groupe électrogène dans la rue Daru.
Les pianos Pleyel qui à l'époque appartiennent tout comme la salle à Hubert Martigny, disposent en outre d'une salle d'exposition (dont l'accès se fait directement par le côté gauche de l'intérieur du hall d'entrée de la salle), où sont notamment visibles les modèles signés par de grands artistes contemporains (Marco Del Re, Aki Kuroda et Jean Cortot) et de grands designers : Andrée Putman a ainsi créé pour Pleyel le piano Voie lactée, modèle 1/2 queue de 2,17 m.

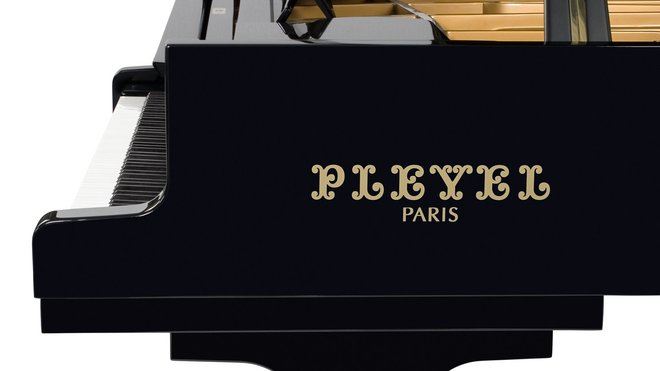
Grand piano à queue de concert P280 Pleyel.

La Grande salle dont il vient d'être question au § qui précède, dispose pour sa part du nouveau grand piano de concert P280 Concert-Blk Pleyel souhaité par Hubert Martigny, long de 2,80 mètres qui est notamment utilisé sur scène, dans le cadre de sa programmation, à laquelle il a été mis définitivement fin en 2015, du grand répertoire de la musique classique pour piano et orchestre. Ce nouveau piano grand queue de concert P280 lancé après des décennies par la marque en 2004 constitue alors un événement,. La pianiste Delphine Lizé, nommée dans la catégorie jeune espoir aux Victoires de la musique classique de 1995, en devient ambassadrice pour le monde en 2007, à l'occasion du bicentenaire des pianos Pleyel,, elle se produit peu avant lors d'un récital donné salle Pleyel sur le piano P280 en 2006. Cet instrument de concert est notamment utilisé lors du grand concert historique (voir infra au § Concert historique Frédéric Chopin de 2010,) donné à l'occasion du bicentenaire de la naissance de Frédéric Chopin,,, les 27 et 28 février 2010 durant 15 heures, de l'intégrale de la musique pour piano de Frédéric Chopin,. Deux exemples vidéos et sonores de pièces de Frédéric Chopin pour piano jouées lors de ce concert dans la Grande salle, peuvent-être directement visionnés en note.
Au sujet des pianos Grands queues de concert Pleyel dont il vient d'être fait mention et pour illustrer le choix de l'instrument P 280 Pleyel, fait à l'occasion de ce concert historique, il est à noter que Frédéric Chopin considérait les pianos Pleyel comme le « nec plus ultra » du piano, il n'acceptait d'ailleurs de se produire que sur un instrument de la marque lorsqu'il jouait en concert dans le cadre de l'ancienne salle Pleyel (de son époque). De nos jours ces pianos peuvent toujours être préférés à d'autres Grands pianos de concert par différents pianistes concertistes internationaux qui, à l'instar de Frédéric Chopin, se montrent particulièrement sensibles à leur sonorité romantique typique, faisant ainsi le choix du son « à la française ». Citons à titre d'exemple le cas de Valentina Lisitsa, lors du concert qu'elle donne à Paris en 2014 (salle Gaveau), où elle fait en effet le choix de ce son « à la française » et romantique avec un grand queue de concert Pleyel qu'elle préfère aux cinq instruments Steinway qu'elle vient d'essayer juste avant, exposant les raisons qui motivent son choix,.

## Organisation

### Statut
La salle Pleyel est aujourd’hui la propriété de la Cité de la musique.
Le 8 novembre 2004, la Cité de la musique, avec l’autorisation du ministre de la Culture et de la Communication Renaud Donnedieu de Vabres, conclut un contrat de bail en vertu duquel la salle Pleyel lui est louée pour un loyer annuel d’un 1,5 million d’euros pendant une période de cinquante ans. Cité-Pleyel, une filiale de la Cité de la musique placée sous la responsabilité de son directeur général Laurent Bayle et à laquelle la ville de Paris est associée pour 20 %, a été constituée pour en assurer la gestion. En 2009, la Cité de la musique rachète prématurément la salle Pleyel.

L’association de Pleyel à la Cité de la musique doit permettre une organisation cohérente de la programmation des deux institutions, comme l’a laissé entendre Laurent Bayle le 6 mars 2006 : 

« Il est important de fidéliser ces grands orchestres étrangers afin de travailler avec une meilleure souplesse. Pleyel et la Cité vont certes garder leur identité, mais je souhaite esquisser un modèle global qui mette en résonance la programmation thématique de La Villette avec le grand répertoire de chefs-d’œuvre symphoniques qui seront joués à Pleyel. »

Mais un grand auditorium destiné à la musique classique, la Philharmonie de Paris, est construit et ouvre début 2015 dans le cadre de la Cité de la musique. Cela entraine finalement une redéfinition complète des missions de la salle Pleyel : concession attribuée le 7 janvier 2015 pour 15 ans au groupe privé Fimalac,, qui gère de nombreuses salles de spectacle en France (les Zénith notamment) avec interdiction de programmer de la musique classique, pour ne pas concurrencer la Philharmonie de Paris. L'objectif est de faire de la salle Pleyel une prestigieuse salle pour la musique moderne amplifiée, susceptible de concurrencer notamment l'Olympia.

### Financement
Cité Pleyel, l’organisme chargé de la gestion de la salle, est financé par :
- une subvention, provenant à 80 % de la Cité de la musique et à 20 % de la ville de Paris, et représentant 40 % du budget ;
- son activité propre, c’est-à-dire la billetterie et la location à des producteurs externes et aux orchestres résidents ;
- des partenariats avec le secteur privé, notamment la Société générale, qui devient en 2006 le « mécène principal » de la salle Pleyel à laquelle elle verse 600 000 euros par an.

### Direction
Laurent Bayle, directeur général de la Cité de la musique, est président de Cité Pleyel, filiale de la Cité qui assure l’exploitation de la salle.

## Concert historique Frédéric-Chopin de 2010

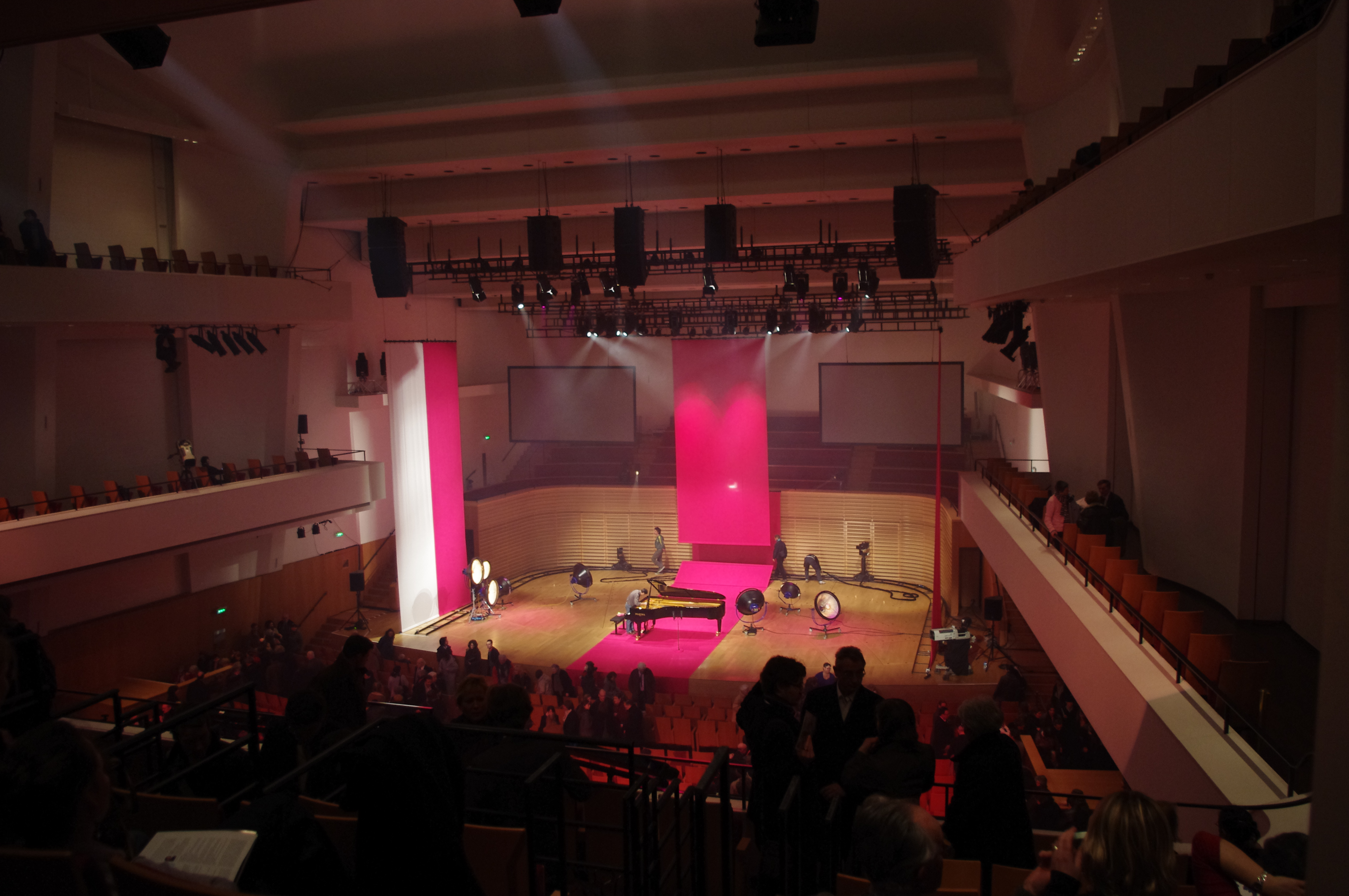
Concert du bicentenaire de la naissance de Frédéric Chopin, salle Pleyel les 27 et 28 février 2010, sur grand piano à queue de concert P280 Pleyel.

« Concert du bicentenaire de la naissance de Frédéric Chopin »,, récital exceptionnel de piano donné à cette occasion de l'intégrale de la musique pour piano de Frédéric Chopin, par soixante pianistes (allant des grands concertistes à de tous jeunes élèves des conservatoires de France), programmé les 27 et 28 février 2010 sur deux journées successives et une durée de 15 heures, salle Pleyel en entrée libre à l'invitation des pianos Pleyel, interprété sur instrument contemporain Pleyel modèle grand queue de concert P280 Concert-BLK, nouvellement lancé en 2004, dont la pianiste Delphine Lizé est alors ambassadrice pour le monde,, elle se produit peu avant lors d'un récital donné salle Pleyel sur le piano P280 en 2006.
Au sujet du pourquoi du choix, en rien lié au hasard, de cet instrument Pleyel à l'occasion de ce concert historique, il est directement lié au fait que Frédéric Chopin considérait les pianos Pleyel comme le « nec plus ultra » en matière de pianos et n'acceptait de jouer que sur piano Pleyel, lors des concerts où il se produisait, en particulier dans l'ancienne salle Pleyel de son époque. On peut à ce sujet, se référer supra au § Espaces d’accueil et salle d'exposition des pianos Pleyel, où ce choix est davantage explicité, ainsi que la préférence de certains concertistes actuels pour le son romantique dit « à la française » des pianos Pleyel, à l'instar de Valentina Lisitsa lors de son concert donné à Paris en mai 2014, (salle Gaveau) qui préfère un grand queue de concert Pleyel aux cinq instruments Steinway qu'elle vient d'essayer juste avant, explicitant le pourquoi de son choix,.
Huit pièces extraites de la programmation du concert, peuvent être par ailleurs visionnées et écoutées en ligne : 1. « Berceuse en ré bémol majeur », op.57 (par Emmanuelle Swiercz), Visionner l'enregistrement, 2. « Ballade en fa majeur n°2 » op. 38 (par Véra Tsybakov), Visionner l'enregistrement, 3. « Nocturne n°2 en mi bémol majeur » op.55 (par Natacha Melkonian), Visionner l'enregistrement, 4. « Polonaise en ut mineur » op.40 (par Romain Hervé), Visionner l'enregistrement, 5. « Polonaise en la mineur » op.71 (par Aymeric Loriaux), Visionner l'enregistrement, 6. « Trois Mazurkas » op 59 (par Juliette Journaux), Visionner l'enregistrement, 7.« Valse en la mineur » (par Charles Heisser), Visionner l'enregistrement, 8. « Polonaise en la Majeur » (par Elian Ramamonjisoa), Visionner l'enregistrement.

## Créations et enregistrements

### Créations
Parmi les œuvres créées à Pleyel on compte notamment :
- le Trio pour piano et cordes de Fauré, en 1923, par le trio Cortot-Thibaud-Casals ;
- le Concerto en sol de Ravel, le 14 janvier 1932, par Marguerite Long et l’orchestre Lamoureux dirigé par Ravel[57],[11] ;
- les Notations I–IV de Boulez, le 19 juin 1980, par l’orchestre de Paris dirigé par Daniel Barenboim ;
- Echoing Curves de Berio, en 1988, par l’orchestre de Paris et Daniel Barenboim ;
- le Concerto pour piano de George Benjamin, par l'Orchestre Philharmonique de Radio France, le 5 décembre 2007 ;
- le Requiem de Thierry Lancino, par l'Orchestre Philharmonique de Radio France, le 8 janvier 2009 ;
- le Concerto pour orchestre de Pascal Dusapin, création mondiale par l'Orchestre Philharmonique de Radio France, le 24 juin 2011.

### Enregistrements
Pleyel accueille des musiciens de jazz ou de variétés, et certains concerts ont été enregistrés et publiés, notamment de Julian Cannonball Adderley (Salle Pleyel, 1960), Miles Davis (Live in Paris, 1964), Count Basie (Concert - Salle Pleyel, 1972), Georges Brassens (La Mauvaise Réputation, 1952), Keith Jarrett (Over the Rainbow, C The Blues, 1992), France Gall (Pleyel, 1994, sorti en 2005), Oscar Peterson (Live at the Salle Pleyel, 1997), Charles Trenet (Charles Trenet à Pleyel, 1999) ou Étienne Daho (Pleyel Paris, 2008). Laurent Garnier est le premier et à ce jour, le seul DJ à avoir investi la salle accompagné d'une dizaine de musiciens (It's Just Musik - Live à Pleyel, 2010).